# Мюленаре, Феликс де
Феликс Амандус, граф де Мюленаре (5 апреля 1793 — 5 августа 1862) — бельгийский католический политический деятель.
Родился в Питтеме, работал адвокатом в Брюгге, был членом нижней палаты парламента Нидерландов от Западной Фландрии с 1824 до 1829 года. После получения Бельгией независимости стал губернатором этой провинции (1830—1831), член палаты представителей парламента Бельгии от Брюгге (1831—1848), министр иностранных дел в первом правительстве страны.
После инаугурации Леопольда I как короля в 1831 стал третьим премьер-министром, этот пост занимал до 1832 года. После этого он снова занимал посты губернатора Западной Фландрии (1832—1834, 1836—1849) и министра иностранных дел (1834—1836, 1841). С 1850 до своей смерти в 1862 году был членом нижней палаты парламента.